# Порт Саид (гувернорат)
Порт Саид је један од 27 гувернората Египта. Заузима површину од 72 km². Према попису становништва из 2006. у гувернорату је живело 570.768 становника. Главни град је Порт Саид.

## Становништво
| 2006.   | 2012. (процена) |
| ------- | --------------- |
| 570.768 | 628.000         |